# Мийо-Клюски, Ромен
Ромен Мийо-Клюски (фр. Romain Millo-Chluski, родился 20 апреля 1983 в Рис-Оранжис) — французский регбист итало-польского происхождения, игрок второй линии.

## Карьера

### Клубная
Воспитанник школы клубов «Вири-Шатильон» и «Масси», бессменный игрок «Тулузы» с 2000 года. Дважды чемпион Франции и дважды победитель европейского клубного Кубка Хейнекен.

### В сборной
В сборной дебютировал 18 июня 2005 в поединке против сборной ЮАР. В 2010 году с командой выиграл Кубок шести наций и Большой шлем. В 2011 году стал серебряным призёром чемпионата мира.

## Достижения
- Чемпионат Франции по регби
  - Чемпион: 2008, 2011, 2012
  - Финалист: 2003
- Кубок Хейнекен
  - Победитель: 2003, 2005, 2010
  - Финалист: 2004, 2008
- Кубок шести наций
  - Победитель: 2010
- Чемпионат мира по регби
  - Серебряный призёр: 2011